# Klaus Fleischmann (Künstler)

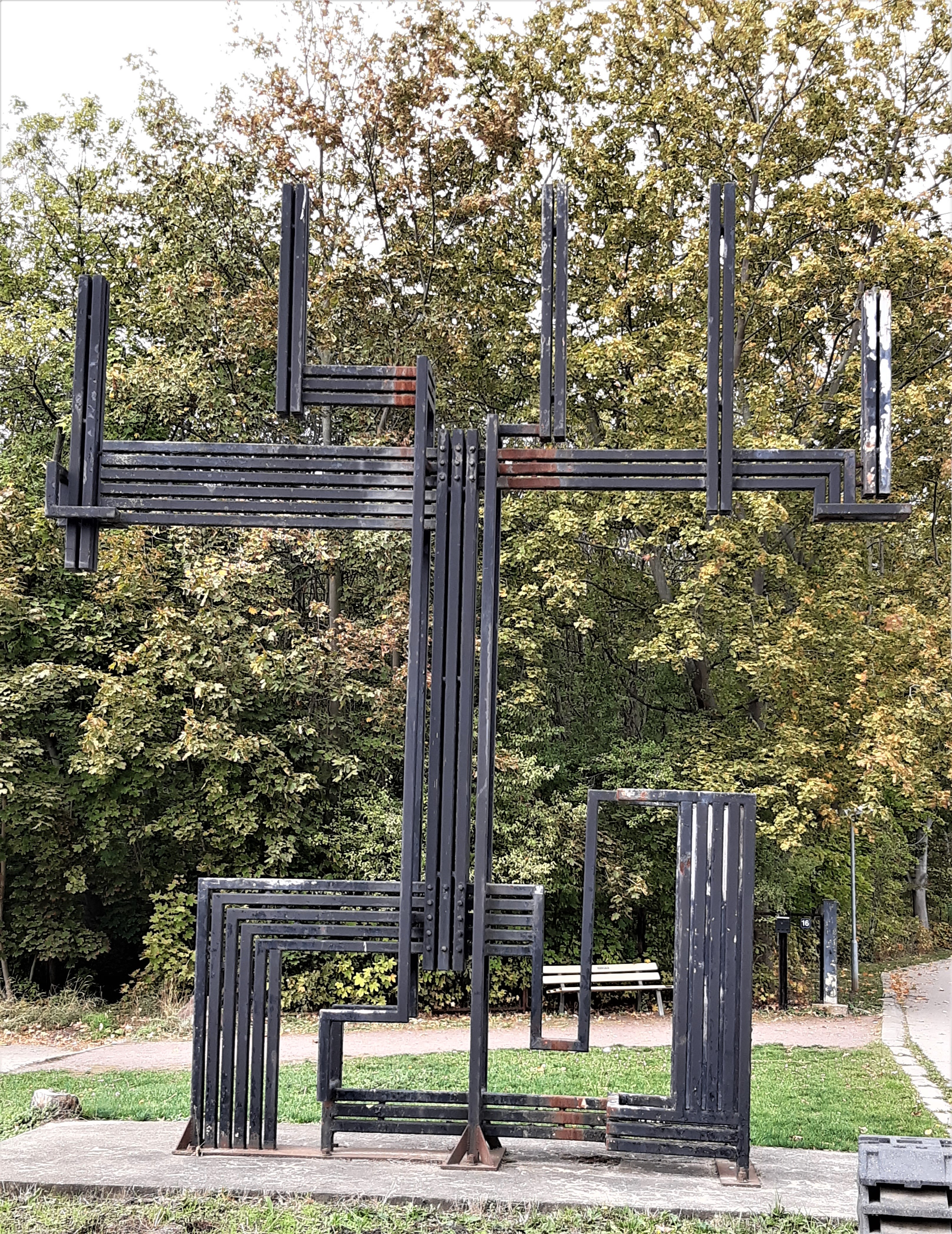
Leuchter im Gewerbegebiet Halle-Neustadt

Klaus Fleischmann (* 21. September 1940 in Neustrelitz; † 10. Mai 2021 in Weimar) war ein deutscher Architekt, Kunsthandwerker und bildender Künstler in Weimar.
1959 machte er sein Abitur an der Hochschule für Architektur und Bauwesen Weimar. Nach einer Lehre als Maurer absolvierte er ein Architekturstudium 1965. Er ist auch eingetragener Handwerksmeister gewesen und hatte einen eigenen Handwerksbetrieb. Er war Schilder- und Lichtreklamehersteller.
Im Jahre 1990 eröffnete Fleischmann ein Design-Büro. Als freiberuflicher Künstler trat er als Bauplastiker in Erscheinung. So arbeitete er mit Eberhard Reppold und Kurt Grohmann zusammen. So kam 1971 die Durchbruchwand am Johannesplatz in Erfurt zustande. Sie besteht aus quadratischen Betonplatten, in der Mitte kreisrund frei gearbeitet. Die Struktursteine bilden ein zusammenhängendes Band als Mauer, das auf nach unten halben Platten steht mit daraufgesetzten anderen Hälften. Fleischmann entwickelte in den 1960er und 1970er Jahren zusammen mit Hubert Schiefelbein plastische Elemente für Strukturmauern. In Gotha gibt es einen 1985 von ihm geschaffenen Leuchtkandelaber. Zeugnisse von ihm gibt es deutschlandweit wie u. a. die Skulptur eines Leuchters in Halle-Neustadt von 1968.
Fleischmann wirkte aber auch als Restaurator. So restaurierte er den sog. „Maraton-Kämpfer“ des Ernst-von-Wildenbruch-Denkmals in Weimar.
Fleischmann war Mitglied im Verband Bildender Künstler Thüringen e.V. und Gründungsmitglied des Bundes Thüringer Kunsthandwerker e.V. Im Jahr 1967 wurde er in den Verband Bildender Künstler der DDR aufgenommen.